# Чернильная кровь
«Чернильная кровь» — вторая часть трилогии немецкой писательницы Корнелии Функе. Книга была написана в 2005 году. Продолжение детективной истории героев романа «Чернильное сердце».

## Сюжет
Мэгги уже 13. Теперь она живёт с Элинор, Дариусом и её родителями, Мо и Терезой. Жизнь спокойна, но не проходит и дня, чтобы Мэгги не думала о чернильном сердце и оживших персонажах. И вот, когда Баста, один из подручных злодея Каприкорна, отправляется в книгу за Сажеруком, глотателем огня, Мэгги должна предупредить его. Но в то время, когда она отправляется на помощь к другу, в смертельной опасности оказываются члены её семьи.

## Аудиокнига
Аудиокнигу, изданную издательством Random House Listening Library, читает Брендан Фрейзер, актер, сыгравший Мо в экранизации первой части трилогии. Объём книги составляет 18 часов и 50 минут на 16 дисках.